# ウィーン美術アカデミー

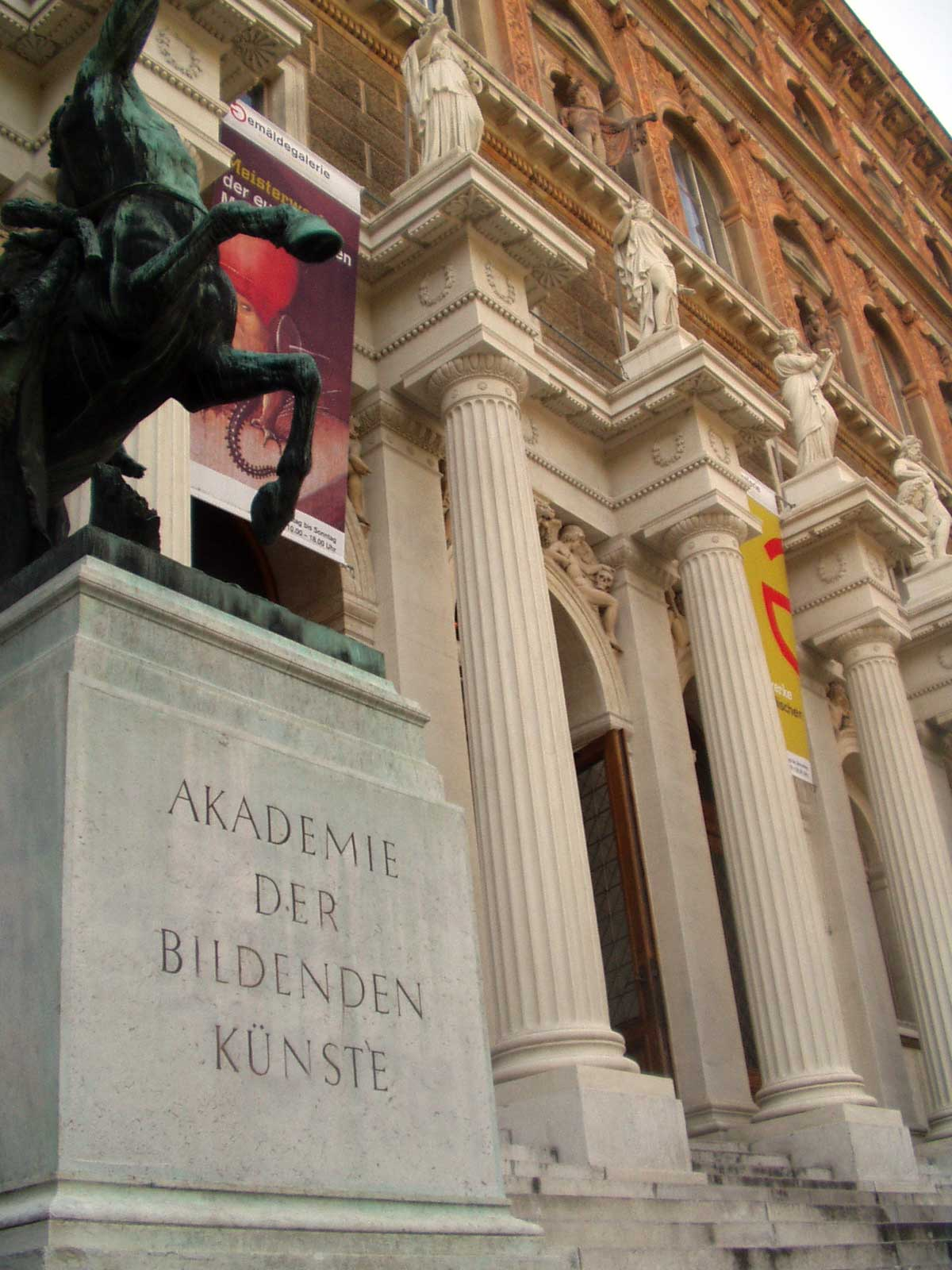
シラープラッツのアカデミー本部

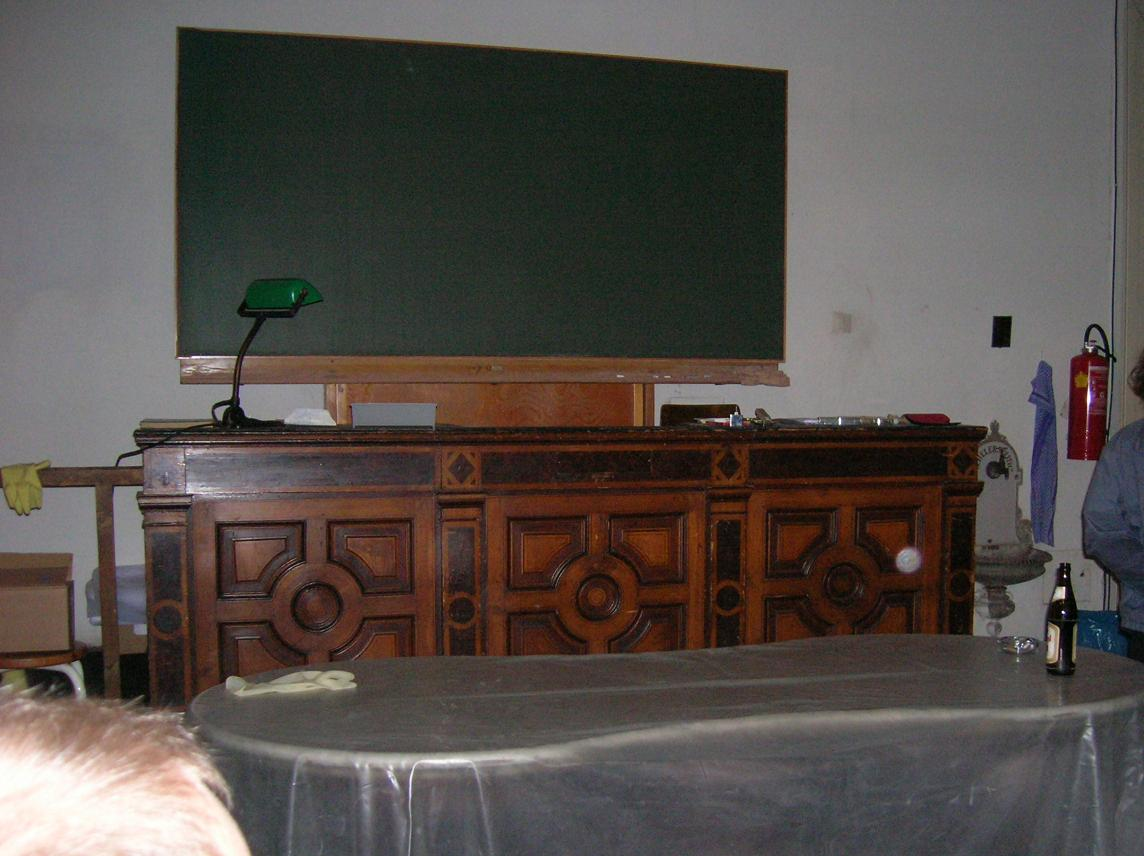
アナトミー・ルーム

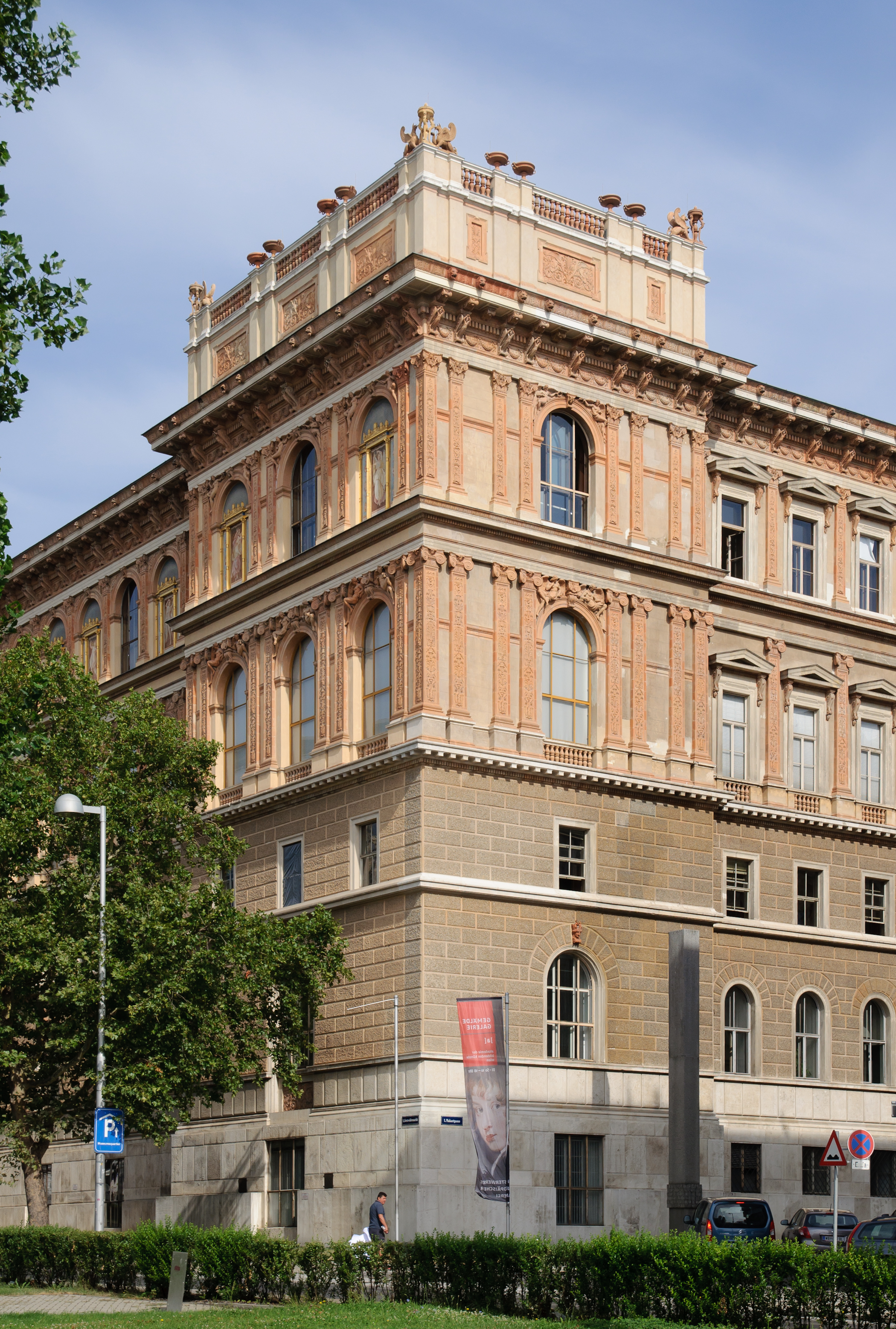
ウィーン美術アカデミー本館（部分）

ウィーン美術アカデミー（英語: Academy of Fine Arts Vienna、公用語表記: Akademie der bildenden Künste Wien）は、Schillerplatz 3, 1010 Wien, オーストリアに本部を置くオーストリアの美術大学。1692年創立、1998年大学設置。大学の略称はAkbild。オーストリア＝ハンガリー帝国時代以前は帝国美術アカデミーとも呼ばれた。

## 沿革
ウィーン美術アカデミーは1692年にハプスブルク君主国の宮廷画家で、文化教育の総監役でもあったペーター・シュトゥーデルの個人学校として開設されたのが始まりとなる。シュトゥーデルは1701年に帝国男爵に叙任されるなど宮廷画家として活躍しながらアカデミーで弟子を育てたが、1714年に彼が死ぬと個人教室であった学校は自然に解散された。
1725年1月20日、ハプスブルク家の当主カール6世は宮廷画家ジャコブ・シューペンを新しい文化教育の総監に任命して、シュトゥーデル死後に解散されていたウィーン美術アカデミーを再開させた。更に1751年にはマリア・テレジアの命令によってアカデミーは近代的な教育機関として再編され、高い名声を持つアカデミーへと成長した。1767年、皇女マリア・アンナ・ヨーゼファ・フォン・エスターライヒらによって最初の名誉会員が選ばれた。
1772年にアントン・カウニッツ帝国宰相による再度の改革が行われ、領内全ての美術教育機関を統合する存在へと発展した。名前も「帝国総合美術アカデミー」(vereinigten Akademie der bildenden Künste)へと改名されたが、後に「総合」の部分は撤回された。それから100年後の1872年には遂に皇帝フランツ・ヨーゼフ1世の同意を得て、帝国美術アカデミーを美術教育の最高機関とする布告が出された。
1877年4月1日、シラープラッツにテオフィル・フォン・ハンセン男爵の設計による新しいアカデミーの建物が完成、今日に至るアカデミーの体制が確立された。
19世紀から20世紀初頭にかけて、アカデミーは新時代の美術運動である世紀末芸術に携わる多くの芸術家を輩出したが、その陰で入学に失敗した人物の一人がアドルフ・ヒトラーであった。1907年・1908年に立て続けて試験に落ちたヒトラーは貧しい絵葉書描き（主に水彩画であった）に落ちぶれ、正規の美術教育に対する強い復讐心を残す事になった。
隣国ドイツの独裁者としてオーストリア併合を果たしたヒトラーは退廃芸術追放運動を展開し、多くのユダヤ系の画家や彫刻家がアカデミーから追放された。第二次世界大戦後、ナチの強圧的な統制から逃れたアカデミーは新生オーストリアで組織再建を模索し始め、1955年に政府から自治運営の許可を得て新しい出発を行った。
1998年、新しい時代の教育に沿うべく大学としての教育課程を創設、国家からも高等教育としての承認を得るという大きな改革を行う。
しかし、改革後の現在も「大学」の呼称は使用せず、組織名は「ウィーン美術アカデミー」として登録されている。アカデミーは現在900名程度の学生を持ち、その四分の一が留学生で占められた国際色ある学校となっている。教員もペーター・スローターダイクなど個性豊かな教授陣が集められている他、図書館は11万冊の蔵書と15万の図面を保有しており、後者はオーストリア国内最大の規模を誇る。

## 組織
美術アカデミーは以下の組織に分けられて運営されている。
- 美術学部（抽象絵画、ドローイング、コンセプチュアル・アート、コンテキスト・ペインティング、拡張された絵画空間、拡張された絵画空間（アクション、彫刻、インスタレーション）、フィギュラティヴ・アート、グラフィックアートと版画技法、彫刻、パフォーマンス・アート、彫刻とインスタレーション、彫刻と空間戦略、ビデオ・インスタレーション、メディア芸術、映像芸術、写真芸術、芸術とリサーチ、パブリックアート）
- 保存・修復学部（絵画・彫刻、オブジェ（木、歴史的な楽器）、紙・写真・書籍・アーカイブ資料、壁画・建築、近現代美術）
- 美術教育学部
- 美術・建築学部（建築、舞台美術）
- 美術理論学部（美術理論、美術史、美術哲学）
- アート・テクノロジー学部
- 美術評論研究科（修士課程のみ）
- 哲学研究科、工学研究科、理学研究科（博士課程のみ）

## 校舎
- シラープラッツ（1010 Wien, Schillerplatz 3）本校舎

- アトリエハウス（1060 Wien, Lehargasse 8）
- 彫刻アトリエ（1020 Wien, Kurzbauergasse 9）
- カール・シュバイクホファー・ガッセ（1070 Wien, Karl-Scheighofer-Gasse 3）
- アオガッセ（1090 Wien, Augasse 2-6）

## 美術アカデミーのコレクション

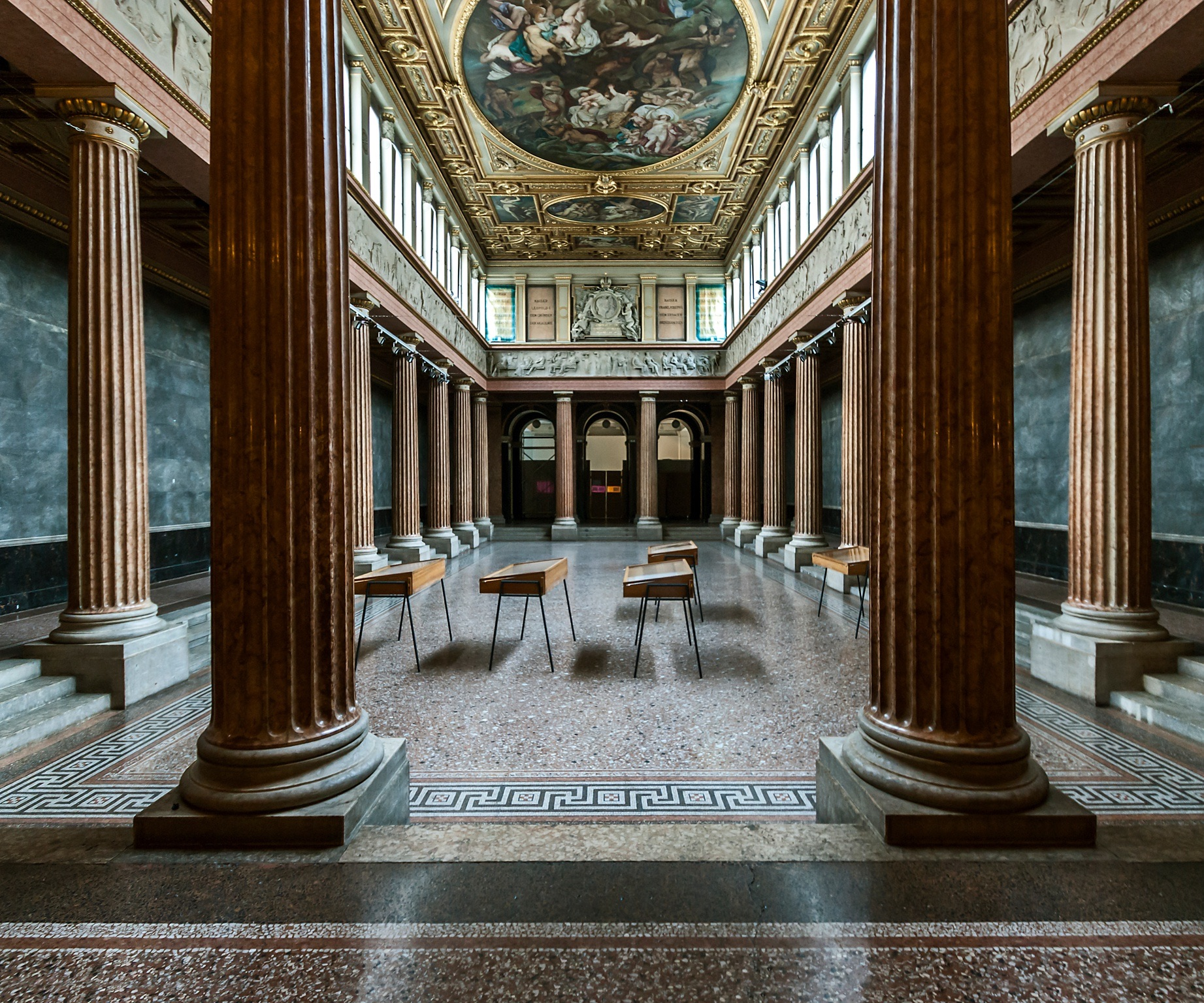
ホール

詳細はGemäldegalerie der Akademie der bildenden Künste Wien（ドイツ語）を参照のこと。
絵画館（Gemäldegalerie）：ヒエロニムス・ボスの『最後の審判』をはじめ、ルーカス・クラーナハ (父) の『ルクレティア』、レンブラント・ファン・レイン、ピーテル・パウル・ルーベンス、ティツィアーノ、バルトロメ・エステバン・ムリーリョ、ジョヴァンニ・アントニオ・グアルディなど、14〜15世紀のイタリア初期のパネル画から、18〜19世紀初頭のアカデミー界隈の絵画まで、約1600点の絵画が収蔵・展示されている。
版画素描美術館（Kupferstichkabinett）：オーストリアで最も重要なグラフィックアートコレクションの一つ。

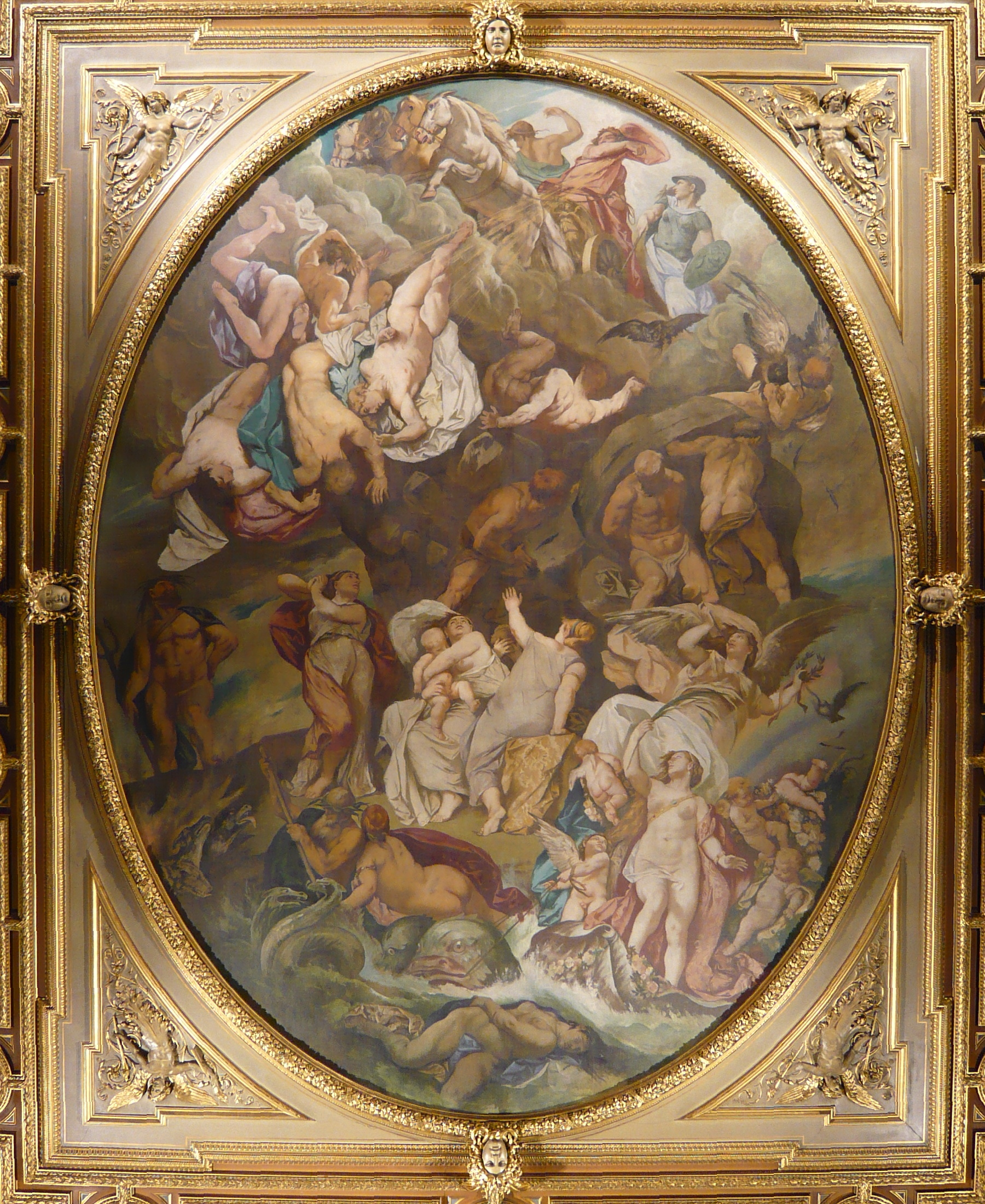
「Titanensturz in der Aula」（1875–1880・アンゼルム・フォイエルバッハ）

グリプトテーク（Glyptothek）：歴史的な石膏模型コレクションのうち、約450点が現在も残っており、ウィーン美術アカデミーで展示されている。

## シラープラッツの本校舎
1871年のウィーン市の環状道路の建設に関連してアカデミー校舎の新築が承認され、120万ギルダーが費やされた工事ののち、1877年4月1日からウィーン1区のシラープラッツに本部が設置されている。1877年4月3日、フランツ・ヨーゼフ1世の前で新しい建物が正式にオープンした。
アカデミーの建物は4階建て、イタリアのルネサンス様式で建てられ、隆起した突起があった。講堂の天井画はアンゼルム・フォイエルバッハによるものである。
2019年〜2021年半ばまでの3年半にわたり、約7000万ユーロを費やす大規模改修工事が完了した。

## 著名な出身者
| 名前                                     | 生没年    | 出身の国       | 備考・出典      | 作品例 |
| ---------------------------------------- | --------- | -------------- | --------------- | --- |
| マルティン・ファン・マイテンス           | 1695-1770 | オランダ       | 校長(1759- )    | マイテンス フューガー F.プフォル オーファーベック ヴァルトミュラー フューリッヒ ガイガー C.ルーベン イヴァノヴィッチ カール・v・ブラース トレンクヴァルト L.C.ミューラー ヤン・マテイコ マカルト シンドラー プレディッチ ヒレミ＝ヒルシュル グリュックリッヒ A.ロラー シュミュッツラー コロマン・モーザー R・キルヒナー シュヴァルツ＝ヴァルデック エゴン・シーレ |
| パウル・トロガー                         | 1698-1762 | オーストリア   | 校長(1754- )    | マイテンス フューガー F.プフォル オーファーベック ヴァルトミュラー フューリッヒ ガイガー C.ルーベン イヴァノヴィッチ カール・v・ブラース トレンクヴァルト L.C.ミューラー ヤン・マテイコ マカルト シンドラー プレディッチ ヒレミ＝ヒルシュル グリュックリッヒ A.ロラー シュミュッツラー コロマン・モーザー R・キルヒナー シュヴァルツ＝ヴァルデック エゴン・シーレ |
| アントン・フォン・マロン                 | 1733-1808 | オーストリア   | 学生(1741- )    | マイテンス フューガー F.プフォル オーファーベック ヴァルトミュラー フューリッヒ ガイガー C.ルーベン イヴァノヴィッチ カール・v・ブラース トレンクヴァルト L.C.ミューラー ヤン・マテイコ マカルト シンドラー プレディッチ ヒレミ＝ヒルシュル グリュックリッヒ A.ロラー シュミュッツラー コロマン・モーザー R・キルヒナー シュヴァルツ＝ヴァルデック エゴン・シーレ |
| フーベルト・マウラー                     | 1738-1818 | オーストリア   | 教授(1785- )    | マイテンス フューガー F.プフォル オーファーベック ヴァルトミュラー フューリッヒ ガイガー C.ルーベン イヴァノヴィッチ カール・v・ブラース トレンクヴァルト L.C.ミューラー ヤン・マテイコ マカルト シンドラー プレディッチ ヒレミ＝ヒルシュル グリュックリッヒ A.ロラー シュミュッツラー コロマン・モーザー R・キルヒナー シュヴァルツ＝ヴァルデック エゴン・シーレ |
| アントン・ヒッケル                       | 1745-1798 | （チェコ）     | 学生            | マイテンス フューガー F.プフォル オーファーベック ヴァルトミュラー フューリッヒ ガイガー C.ルーベン イヴァノヴィッチ カール・v・ブラース トレンクヴァルト L.C.ミューラー ヤン・マテイコ マカルト シンドラー プレディッチ ヒレミ＝ヒルシュル グリュックリッヒ A.ロラー シュミュッツラー コロマン・モーザー R・キルヒナー シュヴァルツ＝ヴァルデック エゴン・シーレ |
| ハインリヒ・フリードリヒ・フューガー     | 1751-1818 | ドイツ         | 校長(1795- )    | マイテンス フューガー F.プフォル オーファーベック ヴァルトミュラー フューリッヒ ガイガー C.ルーベン イヴァノヴィッチ カール・v・ブラース トレンクヴァルト L.C.ミューラー ヤン・マテイコ マカルト シンドラー プレディッチ ヒレミ＝ヒルシュル グリュックリッヒ A.ロラー シュミュッツラー コロマン・モーザー R・キルヒナー シュヴァルツ＝ヴァルデック エゴン・シーレ |
| バーバラ・クラフト                       | 1764-1825 | オーストリア   | 会員(1736- )    | マイテンス フューガー F.プフォル オーファーベック ヴァルトミュラー フューリッヒ ガイガー C.ルーベン イヴァノヴィッチ カール・v・ブラース トレンクヴァルト L.C.ミューラー ヤン・マテイコ マカルト シンドラー プレディッチ ヒレミ＝ヒルシュル グリュックリッヒ A.ロラー シュミュッツラー コロマン・モーザー R・キルヒナー シュヴァルツ＝ヴァルデック エゴン・シーレ |
| ヨハン・フリードリヒ・マテイ             | 1777-1845 | ドイツ         | 学生(1790s)     | マイテンス フューガー F.プフォル オーファーベック ヴァルトミュラー フューリッヒ ガイガー C.ルーベン イヴァノヴィッチ カール・v・ブラース トレンクヴァルト L.C.ミューラー ヤン・マテイコ マカルト シンドラー プレディッチ ヒレミ＝ヒルシュル グリュックリッヒ A.ロラー シュミュッツラー コロマン・モーザー R・キルヒナー シュヴァルツ＝ヴァルデック エゴン・シーレ |
| カール・ルス                             | 1779-1843 | オーストリア   | 学生            | マイテンス フューガー F.プフォル オーファーベック ヴァルトミュラー フューリッヒ ガイガー C.ルーベン イヴァノヴィッチ カール・v・ブラース トレンクヴァルト L.C.ミューラー ヤン・マテイコ マカルト シンドラー プレディッチ ヒレミ＝ヒルシュル グリュックリッヒ A.ロラー シュミュッツラー コロマン・モーザー R・キルヒナー シュヴァルツ＝ヴァルデック エゴン・シーレ |
| フェルディナント・ヤーゲマン             | 1780-1820 | ドイツ         | 学生(c.1800- )  | マイテンス フューガー F.プフォル オーファーベック ヴァルトミュラー フューリッヒ ガイガー C.ルーベン イヴァノヴィッチ カール・v・ブラース トレンクヴァルト L.C.ミューラー ヤン・マテイコ マカルト シンドラー プレディッチ ヒレミ＝ヒルシュル グリュックリッヒ A.ロラー シュミュッツラー コロマン・モーザー R・キルヒナー シュヴァルツ＝ヴァルデック エゴン・シーレ |
| ヨハン・ペーター・クラフト               | 1780-1856 | ドイツ         | 学生(1799- )    | マイテンス フューガー F.プフォル オーファーベック ヴァルトミュラー フューリッヒ ガイガー C.ルーベン イヴァノヴィッチ カール・v・ブラース トレンクヴァルト L.C.ミューラー ヤン・マテイコ マカルト シンドラー プレディッチ ヒレミ＝ヒルシュル グリュックリッヒ A.ロラー シュミュッツラー コロマン・モーザー R・キルヒナー シュヴァルツ＝ヴァルデック エゴン・シーレ |
| ヨーゼフ・カール・シュティーラー         | 1781-1858 | ドイツ         | 学生(1802- )    | マイテンス フューガー F.プフォル オーファーベック ヴァルトミュラー フューリッヒ ガイガー C.ルーベン イヴァノヴィッチ カール・v・ブラース トレンクヴァルト L.C.ミューラー ヤン・マテイコ マカルト シンドラー プレディッチ ヒレミ＝ヒルシュル グリュックリッヒ A.ロラー シュミュッツラー コロマン・モーザー R・キルヒナー シュヴァルツ＝ヴァルデック エゴン・シーレ |
| フランツ・プフォル                       | 1788-1812 | ドイツ         | 学生(1805- )    | マイテンス フューガー F.プフォル オーファーベック ヴァルトミュラー フューリッヒ ガイガー C.ルーベン イヴァノヴィッチ カール・v・ブラース トレンクヴァルト L.C.ミューラー ヤン・マテイコ マカルト シンドラー プレディッチ ヒレミ＝ヒルシュル グリュックリッヒ A.ロラー シュミュッツラー コロマン・モーザー R・キルヒナー シュヴァルツ＝ヴァルデック エゴン・シーレ |
| ハインリヒ・ラインホルト                 | 1788-1825 | ドイツ         | 学生(1806- )    | マイテンス フューガー F.プフォル オーファーベック ヴァルトミュラー フューリッヒ ガイガー C.ルーベン イヴァノヴィッチ カール・v・ブラース トレンクヴァルト L.C.ミューラー ヤン・マテイコ マカルト シンドラー プレディッチ ヒレミ＝ヒルシュル グリュックリッヒ A.ロラー シュミュッツラー コロマン・モーザー R・キルヒナー シュヴァルツ＝ヴァルデック エゴン・シーレ |
| ルートヴィヒ・フェルディナンド・シュノル | 1788-1853 | ドイツ         |                 | マイテンス フューガー F.プフォル オーファーベック ヴァルトミュラー フューリッヒ ガイガー C.ルーベン イヴァノヴィッチ カール・v・ブラース トレンクヴァルト L.C.ミューラー ヤン・マテイコ マカルト シンドラー プレディッチ ヒレミ＝ヒルシュル グリュックリッヒ A.ロラー シュミュッツラー コロマン・モーザー R・キルヒナー シュヴァルツ＝ヴァルデック エゴン・シーレ |
| ヨハン・フリードリヒ・オーファーベック   | 1789-1869 | ドイツ         | 学生(1806- )    | マイテンス フューガー F.プフォル オーファーベック ヴァルトミュラー フューリッヒ ガイガー C.ルーベン イヴァノヴィッチ カール・v・ブラース トレンクヴァルト L.C.ミューラー ヤン・マテイコ マカルト シンドラー プレディッチ ヒレミ＝ヒルシュル グリュックリッヒ A.ロラー シュミュッツラー コロマン・モーザー R・キルヒナー シュヴァルツ＝ヴァルデック エゴン・シーレ |
| モリッツ・ミヒャエル・ダフィンガー       | 1790-1849 | オーストリア   | 学生(c.1800- )  | マイテンス フューガー F.プフォル オーファーベック ヴァルトミュラー フューリッヒ ガイガー C.ルーベン イヴァノヴィッチ カール・v・ブラース トレンクヴァルト L.C.ミューラー ヤン・マテイコ マカルト シンドラー プレディッチ ヒレミ＝ヒルシュル グリュックリッヒ A.ロラー シュミュッツラー コロマン・モーザー R・キルヒナー シュヴァルツ＝ヴァルデック エゴン・シーレ |
| フリードリヒ・フォン・オリヴィエ         | 1791-1859 | オーストリア   | 学生(c.1811- )  | マイテンス フューガー F.プフォル オーファーベック ヴァルトミュラー フューリッヒ ガイガー C.ルーベン イヴァノヴィッチ カール・v・ブラース トレンクヴァルト L.C.ミューラー ヤン・マテイコ マカルト シンドラー プレディッチ ヒレミ＝ヒルシュル グリュックリッヒ A.ロラー シュミュッツラー コロマン・モーザー R・キルヒナー シュヴァルツ＝ヴァルデック エゴン・シーレ |
| マルコー・カーロイ                       | 1791-1860 | ハンガリー     | 学生(c.1820- )  | マイテンス フューガー F.プフォル オーファーベック ヴァルトミュラー フューリッヒ ガイガー C.ルーベン イヴァノヴィッチ カール・v・ブラース トレンクヴァルト L.C.ミューラー ヤン・マテイコ マカルト シンドラー プレディッチ ヒレミ＝ヒルシュル グリュックリッヒ A.ロラー シュミュッツラー コロマン・モーザー R・キルヒナー シュヴァルツ＝ヴァルデック エゴン・シーレ |
| トマス・エンデル                         | 1793-1875 | オーストリア   | 学生(c.1810- )  | マイテンス フューガー F.プフォル オーファーベック ヴァルトミュラー フューリッヒ ガイガー C.ルーベン イヴァノヴィッチ カール・v・ブラース トレンクヴァルト L.C.ミューラー ヤン・マテイコ マカルト シンドラー プレディッチ ヒレミ＝ヒルシュル グリュックリッヒ A.ロラー シュミュッツラー コロマン・モーザー R・キルヒナー シュヴァルツ＝ヴァルデック エゴン・シーレ |
| ヨハン・エンデル                         | 1793-1854 | オーストリア   | 学生(c.1810- )  | マイテンス フューガー F.プフォル オーファーベック ヴァルトミュラー フューリッヒ ガイガー C.ルーベン イヴァノヴィッチ カール・v・ブラース トレンクヴァルト L.C.ミューラー ヤン・マテイコ マカルト シンドラー プレディッチ ヒレミ＝ヒルシュル グリュックリッヒ A.ロラー シュミュッツラー コロマン・モーザー R・キルヒナー シュヴァルツ＝ヴァルデック エゴン・シーレ |
| F・G・ヴァルトミュラー                   | 1793-1865 | オーストリア   | 学生(1807- )    | マイテンス フューガー F.プフォル オーファーベック ヴァルトミュラー フューリッヒ ガイガー C.ルーベン イヴァノヴィッチ カール・v・ブラース トレンクヴァルト L.C.ミューラー ヤン・マテイコ マカルト シンドラー プレディッチ ヒレミ＝ヒルシュル グリュックリッヒ A.ロラー シュミュッツラー コロマン・モーザー R・キルヒナー シュヴァルツ＝ヴァルデック エゴン・シーレ |
| ユリウス・シュノル・v・カロルスフェルト  | 1794-1872 | オーストリア   | 学生(c.1811- )  | マイテンス フューガー F.プフォル オーファーベック ヴァルトミュラー フューリッヒ ガイガー C.ルーベン イヴァノヴィッチ カール・v・ブラース トレンクヴァルト L.C.ミューラー ヤン・マテイコ マカルト シンドラー プレディッチ ヒレミ＝ヒルシュル グリュックリッヒ A.ロラー シュミュッツラー コロマン・モーザー R・キルヒナー シュヴァルツ＝ヴァルデック エゴン・シーレ |
| ペーター・フェンディ                     | 1796-1842 | オーストリア   | 学生(1809- )    | マイテンス フューガー F.プフォル オーファーベック ヴァルトミュラー フューリッヒ ガイガー C.ルーベン イヴァノヴィッチ カール・v・ブラース トレンクヴァルト L.C.ミューラー ヤン・マテイコ マカルト シンドラー プレディッチ ヒレミ＝ヒルシュル グリュックリッヒ A.ロラー シュミュッツラー コロマン・モーザー R・キルヒナー シュヴァルツ＝ヴァルデック エゴン・シーレ |
| レオポルト・クーペルヴィーザー           | 1796-1842 | オーストリア   | 教授(1837- )    | マイテンス フューガー F.プフォル オーファーベック ヴァルトミュラー フューリッヒ ガイガー C.ルーベン イヴァノヴィッチ カール・v・ブラース トレンクヴァルト L.C.ミューラー ヤン・マテイコ マカルト シンドラー プレディッチ ヒレミ＝ヒルシュル グリュックリッヒ A.ロラー シュミュッツラー コロマン・モーザー R・キルヒナー シュヴァルツ＝ヴァルデック エゴン・シーレ |
| ヨーゼフ・フォン・フューリッヒ           | 1800-1876 | オーストリア   | 教授(1838- )    | マイテンス フューガー F.プフォル オーファーベック ヴァルトミュラー フューリッヒ ガイガー C.ルーベン イヴァノヴィッチ カール・v・ブラース トレンクヴァルト L.C.ミューラー ヤン・マテイコ マカルト シンドラー プレディッチ ヒレミ＝ヒルシュル グリュックリッヒ A.ロラー シュミュッツラー コロマン・モーザー R・キルヒナー シュヴァルツ＝ヴァルデック エゴン・シーレ |
| ヨーゼフ・クリーフーバー                 | 1800-1876 | オーストリア   |                 | マイテンス フューガー F.プフォル オーファーベック ヴァルトミュラー フューリッヒ ガイガー C.ルーベン イヴァノヴィッチ カール・v・ブラース トレンクヴァルト L.C.ミューラー ヤン・マテイコ マカルト シンドラー プレディッチ ヒレミ＝ヒルシュル グリュックリッヒ A.ロラー シュミュッツラー コロマン・モーザー R・キルヒナー シュヴァルツ＝ヴァルデック エゴン・シーレ |
| ミケランジェロ・グリゴレッティ           | 1801-1870 | イタリア       | 会員            | マイテンス フューガー F.プフォル オーファーベック ヴァルトミュラー フューリッヒ ガイガー C.ルーベン イヴァノヴィッチ カール・v・ブラース トレンクヴァルト L.C.ミューラー ヤン・マテイコ マカルト シンドラー プレディッチ ヒレミ＝ヒルシュル グリュックリッヒ A.ロラー シュミュッツラー コロマン・モーザー R・キルヒナー シュヴァルツ＝ヴァルデック エゴン・シーレ |
| フリードリヒ・フォン・アマーリング       | 1803-1887 | オーストリア   | 学生(1815- )    | マイテンス フューガー F.プフォル オーファーベック ヴァルトミュラー フューリッヒ ガイガー C.ルーベン イヴァノヴィッチ カール・v・ブラース トレンクヴァルト L.C.ミューラー ヤン・マテイコ マカルト シンドラー プレディッチ ヒレミ＝ヒルシュル グリュックリッヒ A.ロラー シュミュッツラー コロマン・モーザー R・キルヒナー シュヴァルツ＝ヴァルデック エゴン・シーレ |
| モーリッツ・フォン・シュヴィント         | 1804-1871 | オーストリア   | 学生(1821- )    | マイテンス フューガー F.プフォル オーファーベック ヴァルトミュラー フューリッヒ ガイガー C.ルーベン イヴァノヴィッチ カール・v・ブラース トレンクヴァルト L.C.ミューラー ヤン・マテイコ マカルト シンドラー プレディッチ ヒレミ＝ヒルシュル グリュックリッヒ A.ロラー シュミュッツラー コロマン・モーザー R・キルヒナー シュヴァルツ＝ヴァルデック エゴン・シーレ |
| ヨハン・ネポムク・ガイガー               | 1805-1880 | オーストリア   | 教授(1853- )    | マイテンス フューガー F.プフォル オーファーベック ヴァルトミュラー フューリッヒ ガイガー C.ルーベン イヴァノヴィッチ カール・v・ブラース トレンクヴァルト L.C.ミューラー ヤン・マテイコ マカルト シンドラー プレディッチ ヒレミ＝ヒルシュル グリュックリッヒ A.ロラー シュミュッツラー コロマン・モーザー R・キルヒナー シュヴァルツ＝ヴァルデック エゴン・シーレ |
| ヨーゼフ・ダンハウザー                   | 1805-1845 | オーストリア   | 教授(1841- )    | マイテンス フューガー F.プフォル オーファーベック ヴァルトミュラー フューリッヒ ガイガー C.ルーベン イヴァノヴィッチ カール・v・ブラース トレンクヴァルト L.C.ミューラー ヤン・マテイコ マカルト シンドラー プレディッチ ヒレミ＝ヒルシュル グリュックリッヒ A.ロラー シュミュッツラー コロマン・モーザー R・キルヒナー シュヴァルツ＝ヴァルデック エゴン・シーレ |
| クリスティアン・ルーベン                 | 1805-1875 | ドイツ         | 校長(1852- )    | マイテンス フューガー F.プフォル オーファーベック ヴァルトミュラー フューリッヒ ガイガー C.ルーベン イヴァノヴィッチ カール・v・ブラース トレンクヴァルト L.C.ミューラー ヤン・マテイコ マカルト シンドラー プレディッチ ヒレミ＝ヒルシュル グリュックリッヒ A.ロラー シュミュッツラー コロマン・モーザー R・キルヒナー シュヴァルツ＝ヴァルデック エゴン・シーレ |
| アントン・ハルティンガー                 | 1806-1890 | ハンガリー     | 会員(1859- )    | マイテンス フューガー F.プフォル オーファーベック ヴァルトミュラー フューリッヒ ガイガー C.ルーベン イヴァノヴィッチ カール・v・ブラース トレンクヴァルト L.C.ミューラー ヤン・マテイコ マカルト シンドラー プレディッチ ヒレミ＝ヒルシュル グリュックリッヒ A.ロラー シュミュッツラー コロマン・モーザー R・キルヒナー シュヴァルツ＝ヴァルデック エゴン・シーレ |
| ヴィルヘルム・リンデンシュミット         | 1806-1848 | ドイツ         | 学生(1824- )    | マイテンス フューガー F.プフォル オーファーベック ヴァルトミュラー フューリッヒ ガイガー C.ルーベン イヴァノヴィッチ カール・v・ブラース トレンクヴァルト L.C.ミューラー ヤン・マテイコ マカルト シンドラー プレディッチ ヒレミ＝ヒルシュル グリュックリッヒ A.ロラー シュミュッツラー コロマン・モーザー R・キルヒナー シュヴァルツ＝ヴァルデック エゴン・シーレ |
| フランツ・アイブル                       | 1806-1880 | オーストリア   | 学生(1816- )    | マイテンス フューガー F.プフォル オーファーベック ヴァルトミュラー フューリッヒ ガイガー C.ルーベン イヴァノヴィッチ カール・v・ブラース トレンクヴァルト L.C.ミューラー ヤン・マテイコ マカルト シンドラー プレディッチ ヒレミ＝ヒルシュル グリュックリッヒ A.ロラー シュミュッツラー コロマン・モーザー R・キルヒナー シュヴァルツ＝ヴァルデック エゴン・シーレ |
| フリードリヒ・ガウアーマン               | 1807-1862 | オーストリア   | 学生(1822- )    | マイテンス フューガー F.プフォル オーファーベック ヴァルトミュラー フューリッヒ ガイガー C.ルーベン イヴァノヴィッチ カール・v・ブラース トレンクヴァルト L.C.ミューラー ヤン・マテイコ マカルト シンドラー プレディッチ ヒレミ＝ヒルシュル グリュックリッヒ A.ロラー シュミュッツラー コロマン・モーザー R・キルヒナー シュヴァルツ＝ヴァルデック エゴン・シーレ |
| アルベルト・ツィンマーマン               | 1808-1888 | ドイツ         | 教授(c.1860- )  | マイテンス フューガー F.プフォル オーファーベック ヴァルトミュラー フューリッヒ ガイガー C.ルーベン イヴァノヴィッチ カール・v・ブラース トレンクヴァルト L.C.ミューラー ヤン・マテイコ マカルト シンドラー プレディッチ ヒレミ＝ヒルシュル グリュックリッヒ A.ロラー シュミュッツラー コロマン・モーザー R・キルヒナー シュヴァルツ＝ヴァルデック エゴン・シーレ |
| エドヴァルト・フォン・シュタインレ       | 1810-1886 | オーストリア   | 学生( )         | マイテンス フューガー F.プフォル オーファーベック ヴァルトミュラー フューリッヒ ガイガー C.ルーベン イヴァノヴィッチ カール・v・ブラース トレンクヴァルト L.C.ミューラー ヤン・マテイコ マカルト シンドラー プレディッチ ヒレミ＝ヒルシュル グリュックリッヒ A.ロラー シュミュッツラー コロマン・モーザー R・キルヒナー シュヴァルツ＝ヴァルデック エゴン・シーレ |
| バラバーシュ・ミクローシュ               | 1810-1896 | ハンガリー     | 学生(1829- )    | マイテンス フューガー F.プフォル オーファーベック ヴァルトミュラー フューリッヒ ガイガー C.ルーベン イヴァノヴィッチ カール・v・ブラース トレンクヴァルト L.C.ミューラー ヤン・マテイコ マカルト シンドラー プレディッチ ヒレミ＝ヒルシュル グリュックリッヒ A.ロラー シュミュッツラー コロマン・モーザー R・キルヒナー シュヴァルツ＝ヴァルデック エゴン・シーレ |
| カタリナ・イヴァノヴィッチ               | 1811-1882 | セルビア       | 学生(c.1842- )  | マイテンス フューガー F.プフォル オーファーベック ヴァルトミュラー フューリッヒ ガイガー C.ルーベン イヴァノヴィッチ カール・v・ブラース トレンクヴァルト L.C.ミューラー ヤン・マテイコ マカルト シンドラー プレディッチ ヒレミ＝ヒルシュル グリュックリッヒ A.ロラー シュミュッツラー コロマン・モーザー R・キルヒナー シュヴァルツ＝ヴァルデック エゴン・シーレ |
| カール・ラール                           | 1812-1865 | オーストリア   | 学生(c.1830- )  | マイテンス フューガー F.プフォル オーファーベック ヴァルトミュラー フューリッヒ ガイガー C.ルーベン イヴァノヴィッチ カール・v・ブラース トレンクヴァルト L.C.ミューラー ヤン・マテイコ マカルト シンドラー プレディッチ ヒレミ＝ヒルシュル グリュックリッヒ A.ロラー シュミュッツラー コロマン・モーザー R・キルヒナー シュヴァルツ＝ヴァルデック エゴン・シーレ |
| ルドルフ・フォン・アルト                 | 1812-1905 | オーストリア   | 学生(c.1825- )  | マイテンス フューガー F.プフォル オーファーベック ヴァルトミュラー フューリッヒ ガイガー C.ルーベン イヴァノヴィッチ カール・v・ブラース トレンクヴァルト L.C.ミューラー ヤン・マテイコ マカルト シンドラー プレディッチ ヒレミ＝ヒルシュル グリュックリッヒ A.ロラー シュミュッツラー コロマン・モーザー R・キルヒナー シュヴァルツ＝ヴァルデック エゴン・シーレ |
| カール・フォン・ブラース                 | 1815-1894 | オーストリア   | 教授(1851- )    | マイテンス フューガー F.プフォル オーファーベック ヴァルトミュラー フューリッヒ ガイガー C.ルーベン イヴァノヴィッチ カール・v・ブラース トレンクヴァルト L.C.ミューラー ヤン・マテイコ マカルト シンドラー プレディッチ ヒレミ＝ヒルシュル グリュックリッヒ A.ロラー シュミュッツラー コロマン・モーザー R・キルヒナー シュヴァルツ＝ヴァルデック エゴン・シーレ |
| シャルル＝エドゥアール・ブーティボンヌ   | 1816-1897 | フランス       | 学生            | マイテンス フューガー F.プフォル オーファーベック ヴァルトミュラー フューリッヒ ガイガー C.ルーベン イヴァノヴィッチ カール・v・ブラース トレンクヴァルト L.C.ミューラー ヤン・マテイコ マカルト シンドラー プレディッチ ヒレミ＝ヒルシュル グリュックリッヒ A.ロラー シュミュッツラー コロマン・モーザー R・キルヒナー シュヴァルツ＝ヴァルデック エゴン・シーレ |
| エドゥアルト・フォン・エンゲルト         | 1818-1897 | ドイツ         | 教授(c.1865- )  | マイテンス フューガー F.プフォル オーファーベック ヴァルトミュラー フューリッヒ ガイガー C.ルーベン イヴァノヴィッチ カール・v・ブラース トレンクヴァルト L.C.ミューラー ヤン・マテイコ マカルト シンドラー プレディッチ ヒレミ＝ヒルシュル グリュックリッヒ A.ロラー シュミュッツラー コロマン・モーザー R・キルヒナー シュヴァルツ＝ヴァルデック エゴン・シーレ |
| ゲオルク・デッカー                       | 1818-1894 | ドイツ         | 学生(1840s)     | マイテンス フューガー F.プフォル オーファーベック ヴァルトミュラー フューリッヒ ガイガー C.ルーベン イヴァノヴィッチ カール・v・ブラース トレンクヴァルト L.C.ミューラー ヤン・マテイコ マカルト シンドラー プレディッチ ヒレミ＝ヒルシュル グリュックリッヒ A.ロラー シュミュッツラー コロマン・モーザー R・キルヒナー シュヴァルツ＝ヴァルデック エゴン・シーレ |
| エドゥアルト・カイザー                   | 1820-1895 | オーストリア   | 学生            | マイテンス フューガー F.プフォル オーファーベック ヴァルトミュラー フューリッヒ ガイガー C.ルーベン イヴァノヴィッチ カール・v・ブラース トレンクヴァルト L.C.ミューラー ヤン・マテイコ マカルト シンドラー プレディッチ ヒレミ＝ヒルシュル グリュックリッヒ A.ロラー シュミュッツラー コロマン・モーザー R・キルヒナー シュヴァルツ＝ヴァルデック エゴン・シーレ |
| カール・シンドラー                       | 1821-1842 | オーストリア   | 学生(1836-)     | マイテンス フューガー F.プフォル オーファーベック ヴァルトミュラー フューリッヒ ガイガー C.ルーベン イヴァノヴィッチ カール・v・ブラース トレンクヴァルト L.C.ミューラー ヤン・マテイコ マカルト シンドラー プレディッチ ヒレミ＝ヒルシュル グリュックリッヒ A.ロラー シュミュッツラー コロマン・モーザー R・キルヒナー シュヴァルツ＝ヴァルデック エゴン・シーレ |
| アウグスト・フォン・ペッテンコーフェン   | 1822-1889 | オーストリア   | 学生(1834-)     | マイテンス フューガー F.プフォル オーファーベック ヴァルトミュラー フューリッヒ ガイガー C.ルーベン イヴァノヴィッチ カール・v・ブラース トレンクヴァルト L.C.ミューラー ヤン・マテイコ マカルト シンドラー プレディッチ ヒレミ＝ヒルシュル グリュックリッヒ A.ロラー シュミュッツラー コロマン・モーザー R・キルヒナー シュヴァルツ＝ヴァルデック エゴン・シーレ |
| マルコー・カーロイ                       | 1822-1891 | ハンガリー     | 学生            | マイテンス フューガー F.プフォル オーファーベック ヴァルトミュラー フューリッヒ ガイガー C.ルーベン イヴァノヴィッチ カール・v・ブラース トレンクヴァルト L.C.ミューラー ヤン・マテイコ マカルト シンドラー プレディッチ ヒレミ＝ヒルシュル グリュックリッヒ A.ロラー シュミュッツラー コロマン・モーザー R・キルヒナー シュヴァルツ＝ヴァルデック エゴン・シーレ |
| カール・ゲーベル                         | 1824-1899 | オーストリア   | 学生(c.1840- )  | マイテンス フューガー F.プフォル オーファーベック ヴァルトミュラー フューリッヒ ガイガー C.ルーベン イヴァノヴィッチ カール・v・ブラース トレンクヴァルト L.C.ミューラー ヤン・マテイコ マカルト シンドラー プレディッチ ヒレミ＝ヒルシュル グリュックリッヒ A.ロラー シュミュッツラー コロマン・モーザー R・キルヒナー シュヴァルツ＝ヴァルデック エゴン・シーレ |
| ヨーゼフ・マティアス・トレンクヴァルト   | 1824-1897 | （チェコ）     | 教授(1872- )    | マイテンス フューガー F.プフォル オーファーベック ヴァルトミュラー フューリッヒ ガイガー C.ルーベン イヴァノヴィッチ カール・v・ブラース トレンクヴァルト L.C.ミューラー ヤン・マテイコ マカルト シンドラー プレディッチ ヒレミ＝ヒルシュル グリュックリッヒ A.ロラー シュミュッツラー コロマン・モーザー R・キルヒナー シュヴァルツ＝ヴァルデック エゴン・シーレ |
| タン・モール                             | 1828-1899 | ハンガリー     | 学生(c.1850- )  | マイテンス フューガー F.プフォル オーファーベック ヴァルトミュラー フューリッヒ ガイガー C.ルーベン イヴァノヴィッチ カール・v・ブラース トレンクヴァルト L.C.ミューラー ヤン・マテイコ マカルト シンドラー プレディッチ ヒレミ＝ヒルシュル グリュックリッヒ A.ロラー シュミュッツラー コロマン・モーザー R・キルヒナー シュヴァルツ＝ヴァルデック エゴン・シーレ |
| アンゼルム・フォイエルバッハ             | 1829-1880 | ドイツ         | 教授(1873-1877) | マイテンス フューガー F.プフォル オーファーベック ヴァルトミュラー フューリッヒ ガイガー C.ルーベン イヴァノヴィッチ カール・v・ブラース トレンクヴァルト L.C.ミューラー ヤン・マテイコ マカルト シンドラー プレディッチ ヒレミ＝ヒルシュル グリュックリッヒ A.ロラー シュミュッツラー コロマン・モーザー R・キルヒナー シュヴァルツ＝ヴァルデック エゴン・シーレ |
| ハンス・カノン                           | 1829-1885 | オーストリア   | 学生(c.1845- )  | マイテンス フューガー F.プフォル オーファーベック ヴァルトミュラー フューリッヒ ガイガー C.ルーベン イヴァノヴィッチ カール・v・ブラース トレンクヴァルト L.C.ミューラー ヤン・マテイコ マカルト シンドラー プレディッチ ヒレミ＝ヒルシュル グリュックリッヒ A.ロラー シュミュッツラー コロマン・モーザー R・キルヒナー シュヴァルツ＝ヴァルデック エゴン・シーレ |
| アントン・ロマコ                         | 1832-1889 | （チェコ）     | 学生(1847- )    | マイテンス フューガー F.プフォル オーファーベック ヴァルトミュラー フューリッヒ ガイガー C.ルーベン イヴァノヴィッチ カール・v・ブラース トレンクヴァルト L.C.ミューラー ヤン・マテイコ マカルト シンドラー プレディッチ ヒレミ＝ヒルシュル グリュックリッヒ A.ロラー シュミュッツラー コロマン・モーザー R・キルヒナー シュヴァルツ＝ヴァルデック エゴン・シーレ |
| レオポルト・カール・ミュラー             | 1834-1892 | オーストリア   | 校長(1890- )    | マイテンス フューガー F.プフォル オーファーベック ヴァルトミュラー フューリッヒ ガイガー C.ルーベン イヴァノヴィッチ カール・v・ブラース トレンクヴァルト L.C.ミューラー ヤン・マテイコ マカルト シンドラー プレディッチ ヒレミ＝ヒルシュル グリュックリッヒ A.ロラー シュミュッツラー コロマン・モーザー R・キルヒナー シュヴァルツ＝ヴァルデック エゴン・シーレ |
| セーケイ・ベルタラン                     | 1835-1910 | ポーランド     | 学生(1851- )    | マイテンス フューガー F.プフォル オーファーベック ヴァルトミュラー フューリッヒ ガイガー C.ルーベン イヴァノヴィッチ カール・v・ブラース トレンクヴァルト L.C.ミューラー ヤン・マテイコ マカルト シンドラー プレディッチ ヒレミ＝ヒルシュル グリュックリッヒ A.ロラー シュミュッツラー コロマン・モーザー R・キルヒナー シュヴァルツ＝ヴァルデック エゴン・シーレ |
| エミール・ラウファー                     | 1837-1909 | (チェコ)       | 学生            | マイテンス フューガー F.プフォル オーファーベック ヴァルトミュラー フューリッヒ ガイガー C.ルーベン イヴァノヴィッチ カール・v・ブラース トレンクヴァルト L.C.ミューラー ヤン・マテイコ マカルト シンドラー プレディッチ ヒレミ＝ヒルシュル グリュックリッヒ A.ロラー シュミュッツラー コロマン・モーザー R・キルヒナー シュヴァルツ＝ヴァルデック エゴン・シーレ |
| ヤン・マテイコ                           | 1838-1893 | ポーランド     | 学生(1859- )    | マイテンス フューガー F.プフォル オーファーベック ヴァルトミュラー フューリッヒ ガイガー C.ルーベン イヴァノヴィッチ カール・v・ブラース トレンクヴァルト L.C.ミューラー ヤン・マテイコ マカルト シンドラー プレディッチ ヒレミ＝ヒルシュル グリュックリッヒ A.ロラー シュミュッツラー コロマン・モーザー R・キルヒナー シュヴァルツ＝ヴァルデック エゴン・シーレ |
| アレクサンダー・フォン・ヴァーグナー     | 1838-1919 | ハンガリー     | 学生(1854- )    | マイテンス フューガー F.プフォル オーファーベック ヴァルトミュラー フューリッヒ ガイガー C.ルーベン イヴァノヴィッチ カール・v・ブラース トレンクヴァルト L.C.ミューラー ヤン・マテイコ マカルト シンドラー プレディッチ ヒレミ＝ヒルシュル グリュックリッヒ A.ロラー シュミュッツラー コロマン・モーザー R・キルヒナー シュヴァルツ＝ヴァルデック エゴン・シーレ |
| ゴットフリード・リンダウアー             | 1839-1926 | (チェコ)       | 学生(c.1855- )  | マイテンス フューガー F.プフォル オーファーベック ヴァルトミュラー フューリッヒ ガイガー C.ルーベン イヴァノヴィッチ カール・v・ブラース トレンクヴァルト L.C.ミューラー ヤン・マテイコ マカルト シンドラー プレディッチ ヒレミ＝ヒルシュル グリュックリッヒ A.ロラー シュミュッツラー コロマン・モーザー R・キルヒナー シュヴァルツ＝ヴァルデック エゴン・シーレ |
| クリスティアン・グリーペンケール         | 1839-1916 | ドイツ         | 教授(1874- )    | マイテンス フューガー F.プフォル オーファーベック ヴァルトミュラー フューリッヒ ガイガー C.ルーベン イヴァノヴィッチ カール・v・ブラース トレンクヴァルト L.C.ミューラー ヤン・マテイコ マカルト シンドラー プレディッチ ヒレミ＝ヒルシュル グリュックリッヒ A.ロラー シュミュッツラー コロマン・モーザー R・キルヒナー シュヴァルツ＝ヴァルデック エゴン・シーレ |
| ハンス・マカルト                         | 1840-1884 | オーストリア   | 教授(1879- )    | マイテンス フューガー F.プフォル オーファーベック ヴァルトミュラー フューリッヒ ガイガー C.ルーベン イヴァノヴィッチ カール・v・ブラース トレンクヴァルト L.C.ミューラー ヤン・マテイコ マカルト シンドラー プレディッチ ヒレミ＝ヒルシュル グリュックリッヒ A.ロラー シュミュッツラー コロマン・モーザー R・キルヒナー シュヴァルツ＝ヴァルデック エゴン・シーレ |
| ハインリヒ・フォン・アンゲリ             | 1840-1925 | オーストリア   | 学生(c.1855- )  | マイテンス フューガー F.プフォル オーファーベック ヴァルトミュラー フューリッヒ ガイガー C.ルーベン イヴァノヴィッチ カール・v・ブラース トレンクヴァルト L.C.ミューラー ヤン・マテイコ マカルト シンドラー プレディッチ ヒレミ＝ヒルシュル グリュックリッヒ A.ロラー シュミュッツラー コロマン・モーザー R・キルヒナー シュヴァルツ＝ヴァルデック エゴン・シーレ |
| ガブリエル・フォン・マックス             | 1840-1915 | (チェコ)       | 学生(1858- )    | マイテンス フューガー F.プフォル オーファーベック ヴァルトミュラー フューリッヒ ガイガー C.ルーベン イヴァノヴィッチ カール・v・ブラース トレンクヴァルト L.C.ミューラー ヤン・マテイコ マカルト シンドラー プレディッチ ヒレミ＝ヒルシュル グリュックリッヒ A.ロラー シュミュッツラー コロマン・モーザー R・キルヒナー シュヴァルツ＝ヴァルデック エゴン・シーレ |
| エミール・ヤーコプ・シンドラー           | 1842-1892 | オーストリア   | 学生(1860- )    | マイテンス フューガー F.プフォル オーファーベック ヴァルトミュラー フューリッヒ ガイガー C.ルーベン イヴァノヴィッチ カール・v・ブラース トレンクヴァルト L.C.ミューラー ヤン・マテイコ マカルト シンドラー プレディッチ ヒレミ＝ヒルシュル グリュックリッヒ A.ロラー シュミュッツラー コロマン・モーザー R・キルヒナー シュヴァルツ＝ヴァルデック エゴン・シーレ |
| ムンカーチ・ミハーイ                     | 1844-1900 | ハンガリー     | 学生(c.1864- )  | マイテンス フューガー F.プフォル オーファーベック ヴァルトミュラー フューリッヒ ガイガー C.ルーベン イヴァノヴィッチ カール・v・ブラース トレンクヴァルト L.C.ミューラー ヤン・マテイコ マカルト シンドラー プレディッチ ヒレミ＝ヒルシュル グリュックリッヒ A.ロラー シュミュッツラー コロマン・モーザー R・キルヒナー シュヴァルツ＝ヴァルデック エゴン・シーレ |
| オイゲン・イェッテル                     | 1845-1901 | (チェコ)       | 学生(1860- )    | マイテンス フューガー F.プフォル オーファーベック ヴァルトミュラー フューリッヒ ガイガー C.ルーベン イヴァノヴィッチ カール・v・ブラース トレンクヴァルト L.C.ミューラー ヤン・マテイコ マカルト シンドラー プレディッチ ヒレミ＝ヒルシュル グリュックリッヒ A.ロラー シュミュッツラー コロマン・モーザー R・キルヒナー シュヴァルツ＝ヴァルデック エゴン・シーレ |
| パール・ラースロー                       | 1846-1879 | ハンガリー     | 学生(c.1866- )  | マイテンス フューガー F.プフォル オーファーベック ヴァルトミュラー フューリッヒ ガイガー C.ルーベン イヴァノヴィッチ カール・v・ブラース トレンクヴァルト L.C.ミューラー ヤン・マテイコ マカルト シンドラー プレディッチ ヒレミ＝ヒルシュル グリュックリッヒ A.ロラー シュミュッツラー コロマン・モーザー R・キルヒナー シュヴァルツ＝ヴァルデック エゴン・シーレ |
| グスタフ・ヴェルトハイマー               | 1847-1902 | オーストリア   | 学生(c.1865- )  | マイテンス フューガー F.プフォル オーファーベック ヴァルトミュラー フューリッヒ ガイガー C.ルーベン イヴァノヴィッチ カール・v・ブラース トレンクヴァルト L.C.ミューラー ヤン・マテイコ マカルト シンドラー プレディッチ ヒレミ＝ヒルシュル グリュックリッヒ A.ロラー シュミュッツラー コロマン・モーザー R・キルヒナー シュヴァルツ＝ヴァルデック エゴン・シーレ |
| イジドール・カウフマン                   | 1853-1921 | ハンガリー     | 学生(c.1880-)   | マイテンス フューガー F.プフォル オーファーベック ヴァルトミュラー フューリッヒ ガイガー C.ルーベン イヴァノヴィッチ カール・v・ブラース トレンクヴァルト L.C.ミューラー ヤン・マテイコ マカルト シンドラー プレディッチ ヒレミ＝ヒルシュル グリュックリッヒ A.ロラー シュミュッツラー コロマン・モーザー R・キルヒナー シュヴァルツ＝ヴァルデック エゴン・シーレ |
| フェリシアン・ミルバッハ                 | 1853-1940 | オーストリア   | 学生(c.1871-)   | マイテンス フューガー F.プフォル オーファーベック ヴァルトミュラー フューリッヒ ガイガー C.ルーベン イヴァノヴィッチ カール・v・ブラース トレンクヴァルト L.C.ミューラー ヤン・マテイコ マカルト シンドラー プレディッチ ヒレミ＝ヒルシュル グリュックリッヒ A.ロラー シュミュッツラー コロマン・モーザー R・キルヒナー シュヴァルツ＝ヴァルデック エゴン・シーレ |
| シャルル・ヴィルダ                       | 1854-1907 | オーストリア   | 学生()          | マイテンス フューガー F.プフォル オーファーベック ヴァルトミュラー フューリッヒ ガイガー C.ルーベン イヴァノヴィッチ カール・v・ブラース トレンクヴァルト L.C.ミューラー ヤン・マテイコ マカルト シンドラー プレディッチ ヒレミ＝ヒルシュル グリュックリッヒ A.ロラー シュミュッツラー コロマン・モーザー R・キルヒナー シュヴァルツ＝ヴァルデック エゴン・シーレ |
| ヴォイチェフ・ヒナイス                   | 1854-1925 | (チェコ)       | 学生(1870-)     | マイテンス フューガー F.プフォル オーファーベック ヴァルトミュラー フューリッヒ ガイガー C.ルーベン イヴァノヴィッチ カール・v・ブラース トレンクヴァルト L.C.ミューラー ヤン・マテイコ マカルト シンドラー プレディッチ ヒレミ＝ヒルシュル グリュックリッヒ A.ロラー シュミュッツラー コロマン・モーザー R・キルヒナー シュヴァルツ＝ヴァルデック エゴン・シーレ |
| ルートヴィヒ・ドイッチュ                 | 1855-1935 | オーストリア   | 学生(1875-)     | マイテンス フューガー F.プフォル オーファーベック ヴァルトミュラー フューリッヒ ガイガー C.ルーベン イヴァノヴィッチ カール・v・ブラース トレンクヴァルト L.C.ミューラー ヤン・マテイコ マカルト シンドラー プレディッチ ヒレミ＝ヒルシュル グリュックリッヒ A.ロラー シュミュッツラー コロマン・モーザー R・キルヒナー シュヴァルツ＝ヴァルデック エゴン・シーレ |
| ポール・メルワール                       | 1855-1902 | (ウクライナ)   | 学生(1870s)     | マイテンス フューガー F.プフォル オーファーベック ヴァルトミュラー フューリッヒ ガイガー C.ルーベン イヴァノヴィッチ カール・v・ブラース トレンクヴァルト L.C.ミューラー ヤン・マテイコ マカルト シンドラー プレディッチ ヒレミ＝ヒルシュル グリュックリッヒ A.ロラー シュミュッツラー コロマン・モーザー R・キルヒナー シュヴァルツ＝ヴァルデック エゴン・シーレ |
| ロベルト・ペッツェルベルガー             | 1856-1930 | オーストリア   | 学生(1874-)     | マイテンス フューガー F.プフォル オーファーベック ヴァルトミュラー フューリッヒ ガイガー C.ルーベン イヴァノヴィッチ カール・v・ブラース トレンクヴァルト L.C.ミューラー ヤン・マテイコ マカルト シンドラー プレディッチ ヒレミ＝ヒルシュル グリュックリッヒ A.ロラー シュミュッツラー コロマン・モーザー R・キルヒナー シュヴァルツ＝ヴァルデック エゴン・シーレ |
| ウロシュ・プレディッチ                   | 1857-1953 | セルビア       | 学生(c.1876- )  | マイテンス フューガー F.プフォル オーファーベック ヴァルトミュラー フューリッヒ ガイガー C.ルーベン イヴァノヴィッチ カール・v・ブラース トレンクヴァルト L.C.ミューラー ヤン・マテイコ マカルト シンドラー プレディッチ ヒレミ＝ヒルシュル グリュックリッヒ A.ロラー シュミュッツラー コロマン・モーザー R・キルヒナー シュヴァルツ＝ヴァルデック エゴン・シーレ |
| ルドルフ・スヴォボダ                     | 1859-1914 | オーストリア   | 学生(1878- )    | マイテンス フューガー F.プフォル オーファーベック ヴァルトミュラー フューリッヒ ガイガー C.ルーベン イヴァノヴィッチ カール・v・ブラース トレンクヴァルト L.C.ミューラー ヤン・マテイコ マカルト シンドラー プレディッチ ヒレミ＝ヒルシュル グリュックリッヒ A.ロラー シュミュッツラー コロマン・モーザー R・キルヒナー シュヴァルツ＝ヴァルデック エゴン・シーレ |
| アドルフ・ヒレミ＝ヒルシュル             | 1860-1933 | ハンガリー     | 学生(1874- )    | マイテンス フューガー F.プフォル オーファーベック ヴァルトミュラー フューリッヒ ガイガー C.ルーベン イヴァノヴィッチ カール・v・ブラース トレンクヴァルト L.C.ミューラー ヤン・マテイコ マカルト シンドラー プレディッチ ヒレミ＝ヒルシュル グリュックリッヒ A.ロラー シュミュッツラー コロマン・モーザー R・キルヒナー シュヴァルツ＝ヴァルデック エゴン・シーレ |
| アントン・アズベ                         | 1862-1905 | スロベニア     | 学生(1882- )    | マイテンス フューガー F.プフォル オーファーベック ヴァルトミュラー フューリッヒ ガイガー C.ルーベン イヴァノヴィッチ カール・v・ブラース トレンクヴァルト L.C.ミューラー ヤン・マテイコ マカルト シンドラー プレディッチ ヒレミ＝ヒルシュル グリュックリッヒ A.ロラー シュミュッツラー コロマン・モーザー R・キルヒナー シュヴァルツ＝ヴァルデック エゴン・シーレ |
| ハインリヒ・クニル                       | 1862-1944 | (セルビア)     | 学生(c.1880- )  | マイテンス フューガー F.プフォル オーファーベック ヴァルトミュラー フューリッヒ ガイガー C.ルーベン イヴァノヴィッチ カール・v・ブラース トレンクヴァルト L.C.ミューラー ヤン・マテイコ マカルト シンドラー プレディッチ ヒレミ＝ヒルシュル グリュックリッヒ A.ロラー シュミュッツラー コロマン・モーザー R・キルヒナー シュヴァルツ＝ヴァルデック エゴン・シーレ |
| フランティシェク・ドヴォジャーク         | 1862-1927 | (チェコ)       | 学生(c.1880- )  | マイテンス フューガー F.プフォル オーファーベック ヴァルトミュラー フューリッヒ ガイガー C.ルーベン イヴァノヴィッチ カール・v・ブラース トレンクヴァルト L.C.ミューラー ヤン・マテイコ マカルト シンドラー プレディッチ ヒレミ＝ヒルシュル グリュックリッヒ A.ロラー シュミュッツラー コロマン・モーザー R・キルヒナー シュヴァルツ＝ヴァルデック エゴン・シーレ |
| ジモン・グリュックリッヒ                 | 1863-1943 | ドイツ         | 学生(1880- )    | マイテンス フューガー F.プフォル オーファーベック ヴァルトミュラー フューリッヒ ガイガー C.ルーベン イヴァノヴィッチ カール・v・ブラース トレンクヴァルト L.C.ミューラー ヤン・マテイコ マカルト シンドラー プレディッチ ヒレミ＝ヒルシュル グリュックリッヒ A.ロラー シュミュッツラー コロマン・モーザー R・キルヒナー シュヴァルツ＝ヴァルデック エゴン・シーレ |
| アルフレート・ロラー                     | 1864-1935 | （チェコ）     | 学生(1884- )    | マイテンス フューガー F.プフォル オーファーベック ヴァルトミュラー フューリッヒ ガイガー C.ルーベン イヴァノヴィッチ カール・v・ブラース トレンクヴァルト L.C.ミューラー ヤン・マテイコ マカルト シンドラー プレディッチ ヒレミ＝ヒルシュル グリュックリッヒ A.ロラー シュミュッツラー コロマン・モーザー R・キルヒナー シュヴァルツ＝ヴァルデック エゴン・シーレ |
| レオポルト・シュミュッツラー             | 1864-1940 | （チェコ）     | 学生(1880- )    | マイテンス フューガー F.プフォル オーファーベック ヴァルトミュラー フューリッヒ ガイガー C.ルーベン イヴァノヴィッチ カール・v・ブラース トレンクヴァルト L.C.ミューラー ヤン・マテイコ マカルト シンドラー プレディッチ ヒレミ＝ヒルシュル グリュックリッヒ A.ロラー シュミュッツラー コロマン・モーザー R・キルヒナー シュヴァルツ＝ヴァルデック エゴン・シーレ |
| ヴェンツェスラフ・チェルニー             | 1865-1936 | （チェコ）     | 学生            | マイテンス フューガー F.プフォル オーファーベック ヴァルトミュラー フューリッヒ ガイガー C.ルーベン イヴァノヴィッチ カール・v・ブラース トレンクヴァルト L.C.ミューラー ヤン・マテイコ マカルト シンドラー プレディッチ ヒレミ＝ヒルシュル グリュックリッヒ A.ロラー シュミュッツラー コロマン・モーザー R・キルヒナー シュヴァルツ＝ヴァルデック エゴン・シーレ |
| フランツ・フォン・バイロス               | 1866-1924 | (クロアチア)   | 学生(1884- )    | マイテンス フューガー F.プフォル オーファーベック ヴァルトミュラー フューリッヒ ガイガー C.ルーベン イヴァノヴィッチ カール・v・ブラース トレンクヴァルト L.C.ミューラー ヤン・マテイコ マカルト シンドラー プレディッチ ヒレミ＝ヒルシュル グリュックリッヒ A.ロラー シュミュッツラー コロマン・モーザー R・キルヒナー シュヴァルツ＝ヴァルデック エゴン・シーレ |
| ルートヴィヒ・コッホ                     | 1866-1934 | オーストリア   | 学生(1883- )    | マイテンス フューガー F.プフォル オーファーベック ヴァルトミュラー フューリッヒ ガイガー C.ルーベン イヴァノヴィッチ カール・v・ブラース トレンクヴァルト L.C.ミューラー ヤン・マテイコ マカルト シンドラー プレディッチ ヒレミ＝ヒルシュル グリュックリッヒ A.ロラー シュミュッツラー コロマン・モーザー R・キルヒナー シュヴァルツ＝ヴァルデック エゴン・シーレ |
| マクシミリアン・クルツヴァイル           | 1867-1916 | (チェコ)       | 学生(1885- )    | マイテンス フューガー F.プフォル オーファーベック ヴァルトミュラー フューリッヒ ガイガー C.ルーベン イヴァノヴィッチ カール・v・ブラース トレンクヴァルト L.C.ミューラー ヤン・マテイコ マカルト シンドラー プレディッチ ヒレミ＝ヒルシュル グリュックリッヒ A.ロラー シュミュッツラー コロマン・モーザー R・キルヒナー シュヴァルツ＝ヴァルデック エゴン・シーレ |
| コロマン・モーザー                       | 1868-1918 | オーストリア   | 学生(1885- )    | マイテンス フューガー F.プフォル オーファーベック ヴァルトミュラー フューリッヒ ガイガー C.ルーベン イヴァノヴィッチ カール・v・ブラース トレンクヴァルト L.C.ミューラー ヤン・マテイコ マカルト シンドラー プレディッチ ヒレミ＝ヒルシュル グリュックリッヒ A.ロラー シュミュッツラー コロマン・モーザー R・キルヒナー シュヴァルツ＝ヴァルデック エゴン・シーレ |
| カール・メディツ                         | 1868-1945 | オーストリア   | 学生            | マイテンス フューガー F.プフォル オーファーベック ヴァルトミュラー フューリッヒ ガイガー C.ルーベン イヴァノヴィッチ カール・v・ブラース トレンクヴァルト L.C.ミューラー ヤン・マテイコ マカルト シンドラー プレディッチ ヒレミ＝ヒルシュル グリュックリッヒ A.ロラー シュミュッツラー コロマン・モーザー R・キルヒナー シュヴァルツ＝ヴァルデック エゴン・シーレ |
| ユゼフ・メホフェル                       | 1869-1946 | ポーランド     | 学生(c.1890- )  | マイテンス フューガー F.プフォル オーファーベック ヴァルトミュラー フューリッヒ ガイガー C.ルーベン イヴァノヴィッチ カール・v・ブラース トレンクヴァルト L.C.ミューラー ヤン・マテイコ マカルト シンドラー プレディッチ ヒレミ＝ヒルシュル グリュックリッヒ A.ロラー シュミュッツラー コロマン・モーザー R・キルヒナー シュヴァルツ＝ヴァルデック エゴン・シーレ |
| マテイ・ステルネン                       | 1870-1949 | スロベニア     | 学生(c.1893- )  | マイテンス フューガー F.プフォル オーファーベック ヴァルトミュラー フューリッヒ ガイガー C.ルーベン イヴァノヴィッチ カール・v・ブラース トレンクヴァルト L.C.ミューラー ヤン・マテイコ マカルト シンドラー プレディッチ ヒレミ＝ヒルシュル グリュックリッヒ A.ロラー シュミュッツラー コロマン・モーザー R・キルヒナー シュヴァルツ＝ヴァルデック エゴン・シーレ |
| フランティセック・クプカ                 | 1871-1957 | チェコ         | 学生(c.1900- )  | マイテンス フューガー F.プフォル オーファーベック ヴァルトミュラー フューリッヒ ガイガー C.ルーベン イヴァノヴィッチ カール・v・ブラース トレンクヴァルト L.C.ミューラー ヤン・マテイコ マカルト シンドラー プレディッチ ヒレミ＝ヒルシュル グリュックリッヒ A.ロラー シュミュッツラー コロマン・モーザー R・キルヒナー シュヴァルツ＝ヴァルデック エゴン・シーレ |
| ラファエル・キルヒナー                   | 1875-1917 | オーストリア   | 学生            | マイテンス フューガー F.プフォル オーファーベック ヴァルトミュラー フューリッヒ ガイガー C.ルーベン イヴァノヴィッチ カール・v・ブラース トレンクヴァルト L.C.ミューラー ヤン・マテイコ マカルト シンドラー プレディッチ ヒレミ＝ヒルシュル グリュックリッヒ A.ロラー シュミュッツラー コロマン・モーザー R・キルヒナー シュヴァルツ＝ヴァルデック エゴン・シーレ |
| コーベル・レオー                         | 1876-1931 | ハンガリー     | 学生            | マイテンス フューガー F.プフォル オーファーベック ヴァルトミュラー フューリッヒ ガイガー C.ルーベン イヴァノヴィッチ カール・v・ブラース トレンクヴァルト L.C.ミューラー ヤン・マテイコ マカルト シンドラー プレディッチ ヒレミ＝ヒルシュル グリュックリッヒ A.ロラー シュミュッツラー コロマン・モーザー R・キルヒナー シュヴァルツ＝ヴァルデック エゴン・シーレ |
| リヒャルト・ゲルストル                   | 1883-1908 | オーストリア   | 学生(c1898- )   | マイテンス フューガー F.プフォル オーファーベック ヴァルトミュラー フューリッヒ ガイガー C.ルーベン イヴァノヴィッチ カール・v・ブラース トレンクヴァルト L.C.ミューラー ヤン・マテイコ マカルト シンドラー プレディッチ ヒレミ＝ヒルシュル グリュックリッヒ A.ロラー シュミュッツラー コロマン・モーザー R・キルヒナー シュヴァルツ＝ヴァルデック エゴン・シーレ |
| フリッツ・シュヴァルツ＝ヴァルデック     | 1889-1942 | オーストリア   | 学生            | マイテンス フューガー F.プフォル オーファーベック ヴァルトミュラー フューリッヒ ガイガー C.ルーベン イヴァノヴィッチ カール・v・ブラース トレンクヴァルト L.C.ミューラー ヤン・マテイコ マカルト シンドラー プレディッチ ヒレミ＝ヒルシュル グリュックリッヒ A.ロラー シュミュッツラー コロマン・モーザー R・キルヒナー シュヴァルツ＝ヴァルデック エゴン・シーレ |
| エゴン・シーレ                           | 1890-1918 | オーストリア   | 学生(c1908- )   | マイテンス フューガー F.プフォル オーファーベック ヴァルトミュラー フューリッヒ ガイガー C.ルーベン イヴァノヴィッチ カール・v・ブラース トレンクヴァルト L.C.ミューラー ヤン・マテイコ マカルト シンドラー プレディッチ ヒレミ＝ヒルシュル グリュックリッヒ A.ロラー シュミュッツラー コロマン・モーザー R・キルヒナー シュヴァルツ＝ヴァルデック エゴン・シーレ |
| マリア・ラスニック                       | 1919-2014 | オーストリア   | 学生(c1940- )   | マイテンス フューガー F.プフォル オーファーベック ヴァルトミュラー フューリッヒ ガイガー C.ルーベン イヴァノヴィッチ カール・v・ブラース トレンクヴァルト L.C.ミューラー ヤン・マテイコ マカルト シンドラー プレディッチ ヒレミ＝ヒルシュル グリュックリッヒ A.ロラー シュミュッツラー コロマン・モーザー R・キルヒナー シュヴァルツ＝ヴァルデック エゴン・シーレ |
| R・B・キタイ                             | 1932-2007 | アメリカ合衆国 | 学生(c1950- )   | マイテンス フューガー F.プフォル オーファーベック ヴァルトミュラー フューリッヒ ガイガー C.ルーベン イヴァノヴィッチ カール・v・ブラース トレンクヴァルト L.C.ミューラー ヤン・マテイコ マカルト シンドラー プレディッチ ヒレミ＝ヒルシュル グリュックリッヒ A.ロラー シュミュッツラー コロマン・モーザー R・キルヒナー シュヴァルツ＝ヴァルデック エゴン・シーレ |
| ミヒャエル・クーデンホーフ＝カレルギー   | 1937-     | オーストリア   | 学生            | マイテンス フューガー F.プフォル オーファーベック ヴァルトミュラー フューリッヒ ガイガー C.ルーベン イヴァノヴィッチ カール・v・ブラース トレンクヴァルト L.C.ミューラー ヤン・マテイコ マカルト シンドラー プレディッチ ヒレミ＝ヒルシュル グリュックリッヒ A.ロラー シュミュッツラー コロマン・モーザー R・キルヒナー シュヴァルツ＝ヴァルデック エゴン・シーレ |
| ゴットフリート・ヘルンヴァイン           | 1948-     | オーストリア   | 学生            | マイテンス フューガー F.プフォル オーファーベック ヴァルトミュラー フューリッヒ ガイガー C.ルーベン イヴァノヴィッチ カール・v・ブラース トレンクヴァルト L.C.ミューラー ヤン・マテイコ マカルト シンドラー プレディッチ ヒレミ＝ヒルシュル グリュックリッヒ A.ロラー シュミュッツラー コロマン・モーザー R・キルヒナー シュヴァルツ＝ヴァルデック エゴン・シーレ |
| 田中功起                                 | 1975-     | 日本           | 学生(1998)      | マイテンス フューガー F.プフォル オーファーベック ヴァルトミュラー フューリッヒ ガイガー C.ルーベン イヴァノヴィッチ カール・v・ブラース トレンクヴァルト L.C.ミューラー ヤン・マテイコ マカルト シンドラー プレディッチ ヒレミ＝ヒルシュル グリュックリッヒ A.ロラー シュミュッツラー コロマン・モーザー R・キルヒナー シュヴァルツ＝ヴァルデック エゴン・シーレ |

「ウィーン美術アカデミーの画家一覧」を参照。